# Niederrohrdorf
Niederrohrdorf is een gemeente en plaats in het Zwitserse kanton Aargau en maakt deel uit van het district Baden.
Niederrohrdorf telt 3.639 inwoners.